# برمید نیکل (II)
برمید نیکل(II) (به انگلیسی: Nickel(II) bromide) با فرمول شیمیایی NiBr۲ یک ترکیب شیمیایی است. که جرم مولی آن ۲۱۸٫۵۳ g/mol می‌باشد. شکل ظاهری این ترکیب، جامد خاکستری است.